# Meloneras
Meloneras da nombre a la franja costera del municipio de San Bartolomé de Tirajana, situada entre el margen derecho del Faro de Maspalomas y la Playa de Meloneras hacia el suroeste de Gran Canaria, comunidad autónoma de Canarias. en 2023 tenía una población de 810 habitantes.

## Descripción
Meloneras es una zona turística de alta calidad que comenzó a desarrollarse a finales de la década de los 90, por lo que cuenta con las instalaciones hoteleras y extrahoteleras más recientes de Gran Canaria. A diferencia del resto de zonas turísticas que se promocionan bajo la marca 'Maspalomas Costa Canaria', de la que forma parte, meloneras alberga el mayor número de hoteles resort y de categoría superior de la isla.

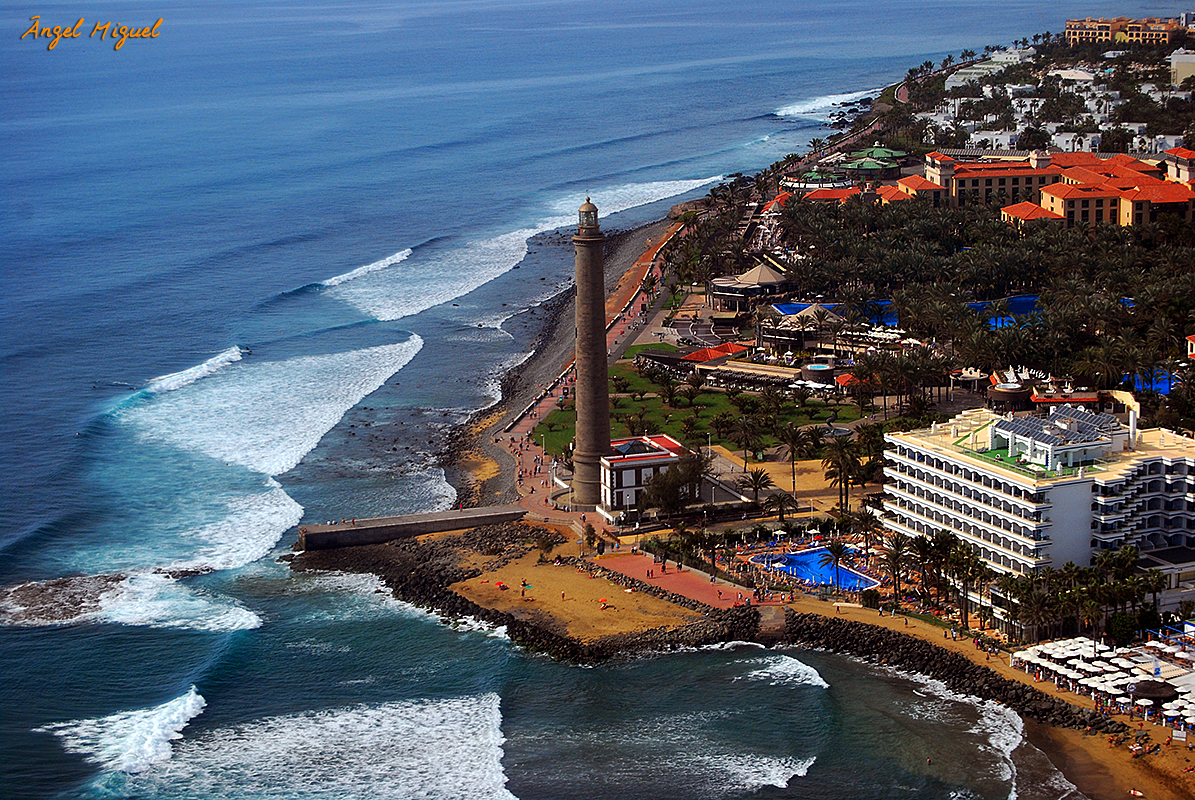
Vista del faro de Maspalomas con Meloneras a su espalda.

La exclusividad de este enclave turístico viene dada también por los servicios que ofrece, la mayoría de ellos en los propios hoteles, como circuitos de talasoterapia y spa, casinos y experiencias gastronómicas únicas.
Meloneras cuenta con un paseo marítimo de unos dos kilómetros de recorrido en línea recta, que comienza en el Faro de Maspalomas y termina en la Playa de Meloneras, una franja litoral de arena rubia muy accesible de 570 metros de largo y 75 de ancho y que cuenta con bandera azul de la Unión Europea. A lo largo del recorrido se pueden encontrar numerosos restaurantes de cocina canaria e internacional, así como tiendas de marcas exclusivas en los centros comerciales que jalonan este espacio.
Además de un refrescante baño en la playa de Meloneras, en esta moderna zona turística se puede disfrutar también de las aguas de la cercana playa de Maspalomas y de las vistas que ofrecen las zonas naturales protegidas de las Dunas y la Charca de Maspalomas.
Los aficionados al golf también tienen en Meloneras la posibilidad de practicar su deporte favorito en un campo de 18 hoyos, rodeado de naturaleza y vistas espectaculares.
Apenas a dos kilómetros de distancia de Meloneras, en dirección sur, los aficionados a la náutica en sus distintas modalidades o a la pesca deportiva de altura pueden alquilar barcos de recreo en Pasito Blanco.
La zona turística de Meloneras alberga, a menos de un kilómetro de distancia de la costa, un centro de congresos multifuncional construido sobre una superficie de 14 000 m², de los que 9264 se dedican a celebrar congresos, convenciones, seminarios, exhibiciones, conciertos, acontecimientos deportivos, desfiles de moda y eventos de toda índole.